# BR Engineering BR03
BR Engineering BR03 — гоночный автомобиль, спортпрототип-прототипы Ле-Мана созданный командой SMP Racing, предназначенный исключительно для гонок СМП РСКГ Эндуранс. Автомобиль был представлен 18 мая 2021 года в Сколково, Москва.

## Технические характеристики
Максимальная скорость BR03 составляет 310 км/ч. Длина — 4926 мм, ширина — 2000 мм, высота — 1200 мм, колесная база — 2800 мм, масса — 850 кг (без гонщика и технологических жидкостей). Объём двигателя — 3,5 литра, двигатель V6 выдаёт до 420 лошадиных сил.
Согласно лучшему времени круга 2:08.187, показанном на 4 этапе РСКГ 2023 года в квалификации экипажем В. Петров/С. Сироткин на трассе Сочи Автодром до её перестроения, BR03 превосходит результаты, показанные на представленных в сезоне 2017 СМП Формула-4 160-сильных Tatuus F4-T014 класса F4 с лучшим временем 2:11.307, но заметно уступает 380-сильным болидам класса F3, которые без труда выезжали из двух минут (рекорд класса на Сочи Автодроме принадлежит Роберту Шварцману, взявшему поул в 3 раунде сезона 2019 года со временем 1:52.583).